# Sadio Doumbia
Sadio Doumbia (12 de septiembre de 1990) es un tenista francés.
Su ranking ATP más alto de singles fue el número 250, logrado el 7 de diciembre de 2016. Su ranking ATP más alto de dobles fue el número 59, logrado el 14 de noviembre de 2022.
Doumbia hizo su debut en el cuadro principal de Grand Slam en el Torneo de Roland Garros 2021, recibiendo wildcards en el cuadro de dobles junto a Fabien Reboul.

## Títulos ATP (5; 0+5)

### Dobles (5)
| Leyenda                         |
| Grand Slam (0)                  |
| ATP Wourld Tour Finals (0)      |
| ATP Masters 1000 World Tour (0) |
| ATP World Tour 500 series (0)   |
| ATP World Tour 250 series (5)   |

| N.º | Fecha                    | Torneo      | Superficie    | Pareja        | Oponentes en la final                    | Resultado           |
| --- | ------------------------ | ----------- | ------------- | ------------- | ---------------------------------------- | ------------------- |
| 1.  | 26 de septiembre de 2023 | Chengdú     | Dura          | Fabien Reboul | Francisco Cabral Rafael Matos            | 4-6, 7-5, [10-7]    |
| 2.  | 4 de febrero de 2024     | Montpellier | Dura (i)      | Fabien Reboul | Albano Olivetti Tristan-Samuel Weissborn | 6-7(5), 6-4, [10-6] |
| 3.  | 21 de abril de 2024      | Bucarest    | Tierra batida | Fabien Reboul | Harri Heliövaara Henry Patten            | 6-3, 7-5            |
| 4.  | 24 de septiembre de 2024 | Chengdú     | Dura          | Fabien Reboul | Yuki Bhambri Albano Olivetti             | 6-4, 4-6, [10-4]    |
| 5.  | 24 de mayo de 2025       | Ginebra     | Tierra batida | Fabien Reboul | Ariel Behar Joran Vliegen                | 6-7(4), 6-4, [11-9] |

#### Finalista (5)
| N.º | Fecha                 | Torneo   | Superficie    | Pareja        | Oponentes en la final                | Resultado            |
| --- | --------------------- | -------- | ------------- | ------------- | ------------------------------------ | -------------------- |
| 1.  | 12 de febrero de 2023 | Córdoba  | Tierra batida | Fabien Reboul | Máximo González Andrés Molteni       | 4-6, 4-6             |
| 2.  | 11 de febrero de 2024 | Córdoba  | Tierra batida | Fabien Reboul | Máximo González Andrés Molteni       | 4-6, 1-6             |
| 3.  | 7 de abril de 2024    | Estoril  | Tierra batida | Fabien Reboul | Gonzalo Escobar Aleksandr Nedovyesov | 5-7, 2-6             |
| 4.  | 1 de marzo de 2025    | Acapulco | Dura          | Fabien Reboul | Christian Harrison Evan King         | 4-6, 0-6             |
| 5.  | 18 de mayo de 2025    | Roma     | Tierra batida | Fabien Reboul | Marcelo Arévalo Mate Pavić           | 4-6, 7-6(6), [11-13] |